# Transformationsgeometri
Transformationsgeometri er betegnelse for studiet af geometri ved hjælp af grupper af geometriske transformationer, og også navnet for en pædagogisk teori for undervisning af euklidisk geometri, idet begge er baseret på Erlangen-programmet. En geometri kan defineres som studiet af invarianter under bestemte grupper af geometriske transformationer.